# Andrés Muschietti

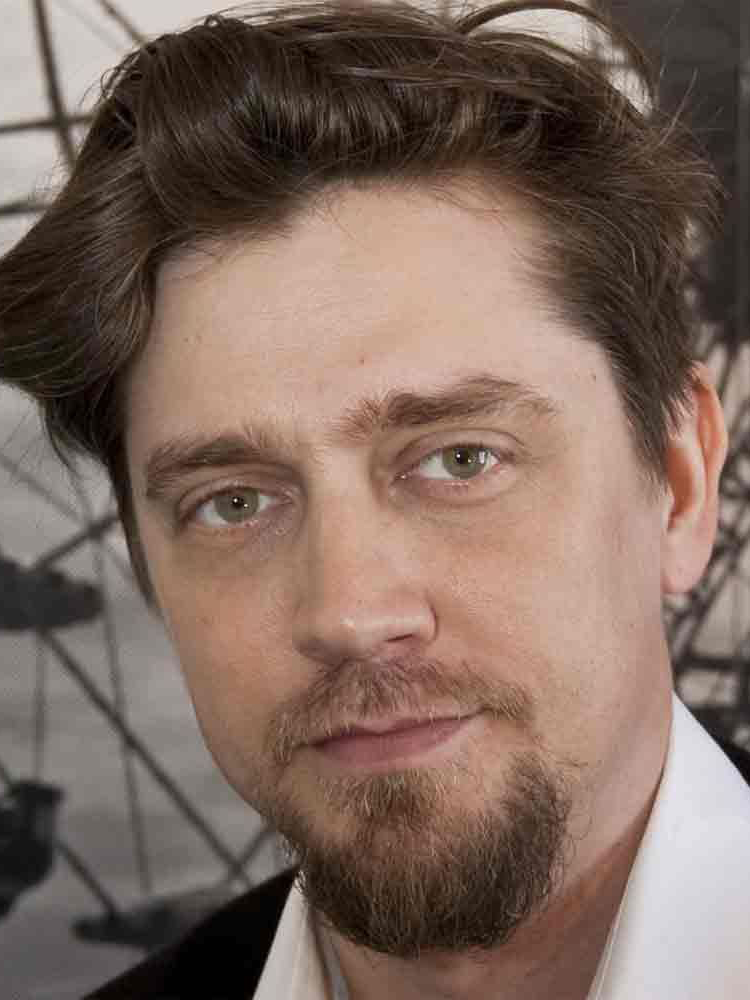
Andrés Muschietti (2016)

Andrés „Andy“ Muschietti (* 26. August 1973 in Buenos Aires) ist ein argentinischer Filmregisseur und Drehbuchautor.

## Leben und Wirken
Nachdem 2008 sein Horror-Kurzfilm Mama für Furore sorgte, ermöglichte ihm Guillermo del Toro als Produzent ein Budget von 15 Millionen $ für eine abendfüllende Version von Mama mit Jessica Chastain und Nikolaj Coster-Waldau in Hauptrollen. Der Film war in den Vereinigten Staaten sehr erfolgreich, weltweit wurde bis März 2013 knapp 100 Millionen Umsatz erzielt. Im September 2017 erschien sein Film Es, der auf dem gleichnamigen Roman von Stephen King basiert und der 2019 mit Es Kapitel 2 fortgesetzt wurde.
2018 wurde er in die Academy of Motion Picture Arts and Sciences berufen, die jährlich die Oscars vergibt.

## Filmografie (Auswahl)
- 1999: Nostalgia en la mesa 8 (Kurzfilm)
- 2000: Una noche con Sabrina Love (Regieassistenz, Darsteller)
- 2008: Mama (Kurzfilm)
- 2013: Mama
- 2017: Es (It)
- 2019: Es Kapitel 2 (It Chapter Two)
- 2023: The Flash